# Ruta 306 (Costa Rica)
La Ruta 306, oficialmente Ruta Nacional Terciaria 306, es una ruta nacional de Costa Rica ubicada en la provincia de San José.

## Descripción
En la provincia de San José, la ruta atraviesa el cantón de Montes de Oca (los distritos de San Pedro, San Rafael), el cantón de Curridabat (el distrito de Granadilla).